# Juan Fernando Brügge
Juan Fernando Brügge (Córdoba, le 24 juin 1962) est un homme politique démocrate-chrétien argentin, avocat de l’université nationale de Córdoba, spécialiste du droit constitutionnel, juriste et professeur d'université. 

## Premières années
Juan Fernando Brügge est né dans la ville de Cordoba, le 24 juin 1962, Sa famille, de père a des origines allemandes, de la petite ville de Werl, Allemagne du Nord, et par sa mère est un parent de la Bienheureuse chilienne -Argentina Laura Vicuña.

## Activité politique
Actuellement, Brügge est vice-président et chef du Parti démocrate-chrétien de l'Argentine et sert de député pour la Province de Córdoba au la Chambre des députés d'Argentine et membre du bloc législatif Unidos por una Nueva Argentina (UNA) en réponse à José Manuel de la Sota, une partie de la coalition politique Unidos por una Nueva Argentina,.
30 avril 2013 au 10 décembre, Brügge ici à 2015 a été administrateur de la Banque de la province de Córdoba,.

## Activité académique
Depuis 1987, il est professeur titulaire de droit constitutionnel à la Faculté de sciences juridiques de l’université nationale de Córdoba.

### Ouvrages juridiques
Il a écrit vingt livres et plus de deux cents articles, publiés dans les revues juridiques spécialisées de la République argentine. Parmi ses livres les plus remarquables, on peut citer les suivants:
– Reflexiones y aportes para la reforma de la constitución de la Provincia de Córdoba. Co-auteur. Editorial Mateo García (1986)
– Cartas orgánicas municipales. Co-auteur. Editorial Mateo García. (1991)
– Manual de Derecho Constitucional. Coautor. TOMOS I y II -Editorial Advocatus- Córdoba. (1993)
–Derecho Municipal Argentino -aspectos teóricos prácticos-. Co-auteur. Editorial Mateo García. (1994) 
– Seminario sobre Cartas Orgánicas Municipales. Co-auteur. Editorial Alveroni Ediciones. (1995)
–Derecho Municipal Argentino- Aspectos teóricos y prácticos – 2da. edición actualizada. Co-auteur. Editorial Francisco Ferreyra. (1998)
– Elementos de Derecho Procesal Constitucional Tomo I y II.. Co-auteur. Editorial Advocatus. (2004)
– Reforma política y voto electrónico. Co-auteur. Editorial Facultad de Derecho y Ciencias Sociales de la Universidad Nacional de Córdoba. (2005)
–  Financiamiento de los Partidos Políticos y Campañas Electorales. Co-auteur. M.E.L. Editor Poder Legislativo de la Provincia de Córdoba. (2007)